# Vincenzo Zappalà
| Asteroides descobertos: 11                       | Asteroides descobertos: 11 |
| ------------------------------------------------ | -------------------------- |
| 4478 Blanco                                      | 23 de Abril, 1984          |
| (5022) 1984 HE1                                  | 23 de Abril, 1984          |
| (5802) 1984 HL1                                  | 27 de Abril, 1984          |
| (6114) 1984 HS1                                  | 28 de Abril, 1984          |
| (6289) 1984 HP1                                  | 28 de Abril, 1984          |
| (7459) 1984 HR1                                  | 28 de Abril, 1984          |
| (9009) 1984 HJ1                                  | 23 de Abril, 1984          |
| (9010) 1984 HM1                                  | 27 de Abril, 1984          |
| (10038) 1984 HO1                                 | 28 de Abril, 1984          |
| (11476) 1984 HH1                                 | 23 de Abril, 1984          |
| (17357) 1978 QH3                                 | 23 de Agosto, 1978         |
| 1. com Walter Ferreri 2. com Giovanni de Sanctis |                            |

Vincenzo Zappalà foi um astrônomo italiano.
Ele descobriu alguns asteroides e 2813 Zappala possui esse nome em sua homenagem.